# 特維爾巴赫河
51°50′18″N 9°25′59″E / 51.83833°N 9.43306°E
特維爾巴赫河（德語：Twierbach），是德國的河流，位於該國西部，處於北萊茵-威斯特法倫州，屬於威悉河的左支流，河道全長7.6公里，流域面積12.1平方公里。